# INTA-300

INTA-300

Die INTA-300 war eine zweistufige spanische Höhenforschungsrakete die von der spanischen Weltraumorganisation INTA entwickelt wurde. Sie bestand aus einer Startstufe vom Typ Heron und einer Oberstufe vom Typ Snipe. Die INTA-300 wurde sechsmal zwischen 1974 und 1994 gestartet. Die Gipfelhöhe der INTA-300 war 250 km, der Startschub von 138,00 kN, die Startmasse 503 kg, der Durchmesser 0,26 m und die Länge von 7,27 m.